# Stars Will Align
«Stars Will Align» (en español: «Las Estrellas Se Alinearán») es una canción del DJ noruego Kygo y la banda estadounidense de pop rock Imagine Dragons. Fue lanzada como un sencillo sin álbum el 27 de septiembre de 2024, por medio de Sony Music, marcando la segunda colaboración entre ambos artistas desde «Born To Be Yours» en 2018. Fue escrita por los intérpretes y producida por Kygo.

## Antecedentes
El 20 de septiembre, Kygo publicó que la canción se lanzaría el próximo viernes e incluyó un enlace de pre-guardado que revelaba la portada. Tres días después, Kygo publicó un breve fragmento de la canción.

## Composición
Escrita por el DJ Kygo, Dan Reynolds, Wayne Sermon y Ben McKee, «Stars Will Align» habla de una profunda conexión y gratitud hacia alguien especial, simbolizada por la alineación de las estrellas y la idea de que, como el vino, su vínculo se fortalece con el tiempo. La letra expresa el deseo de pasar toda la vida juntos, apreciando la influencia y el apoyo brindados por la persona, incluso en momentos difíciles.

## Video Musical
El video musical de «Stars Will Align» se estrenó el 11 de octubre de 2024 y fue dirigido por Rafatoon. En él, se muestra a un chico que conoce a una chica mientras andan en bicicleta por un camino de tierra. Al volver a casa, descubre seres celestiales que se conectan a través de un telescopio. Al tocarse, crean rayos de luz y energía que se proyectan sobre un lago cercano. Monta su bicicleta y se sube a un bote de remos hacia el lago, donde partículas de materia celestial flotan en el aire. Pronto, la chica que conoció antes aparece también en un bote de remos, descubriendo el mismo fenómeno.

## Presentaciones en vivo
«Stars Will Align» fue interpretada por primera vez en vivo durante la gira mundial de Kygo el 13 de septiembre de 2024, 1 semana antes del anuncio oficial de la canción.

## Lista de sencillos
| Stars Will Align: Descarga Digital |                    |                      |          |  |
| N.º                                | Título             | Artista(s)           | Duración |  |
| 1.                                 | «Stars Will Align» | Kygo Imagine Dragons | 3:54     |  |

## Créditos
Adaptados del sencillo «Stars Will Align».
Stars Will Align
- Interpretado por Kygo e Imagine Dragons.
- Escrito por Kyrre Gørvell-Dahll, Dan Reynolds, Wayne Sermon y Ben McKee.
- Publicado por Kyrre Gørvell-Dahll Publishing Designee, Warner-Tamerlane Publishing Corp. (BMI).
- Producido por Kygo.
- Mezclado por Serban Ghenea en “MixStar Studios” (Virginia Beach, VA).
- Asistente de Mezcla: Bryce Bordone.
- Masterizado por Randy Merrill en “Sterling Sound” (Nueva York).

℗ 2024 Kygo AS under exclusive license to Sony Music Entertainment Sweden AB

## Listas de Popularidad

### Listas semanales
| Lista (2024 - 2025)               | Máxima posición |
| --------------------------------- | --------------- |
| Bélgica (Ultratop Flanders)       | 26              |
| Eslovaquia (Rádio Top 100)        | 2               |
| Estonia (TopHit)                  | 22              |
| Letonia (TopHit) Zerb Remix       | 3               |
| Lituania (TopHit)                 | 15              |
| Noruega (VG-lista)                | 24              |
| Nueva Zelanda (RMNZ)              | 5               |
| Países Bajos (Single Top 100)     | 82              |
| Reino Unido (OCC)                 | 69              |
| República Checa (Rádio - Top 100) | 4               |
| República Checa (IFPI)            | 15              |
| Suecia (Sverigetopplistan)        | 58              |
| Suiza (Schweizer Hitparade)       | 51              |

### Listas Mensuales
| Lista (2024 - 2025)               | Máxima posición |
| --------------------------------- | --------------- |
| Estonia (TopHit)                  | 27              |
| Letonia (TopHit) Zerb Remix       | 11              |
| Lituania (TopHit)                 | 14              |
| República Checa (Rádio - Top 100) | 11              |